# Радље об Драви
Радље об Драви (словен. Radlje ob Dravi) је градић и управно средиште истоимене општине Радље об Драви, која припада Корушкој регији у Републици Словенији.
По попису становништва из 2011. године, насеље Радље об Драви имало је 2.811 становника.